# (12235) Imranakperov
(12235) Imranakperov (1986 RB12) – planetoida z pasa głównego asteroid okrążająca Słońce w ciągu 5,71 lat w średniej odległości 3,19 j.a. Odkryta 9 września 1986 roku.